# Glory 12: New York
Glory 12: New York foi um evento de kickboxing promovido pelo Glory, ocorrido em 23 de novembro de 2013 no The Teather at Madison Square Garden em New York City, New York.

## Background
O evento contou com o Torneio Peso Leve do Glory. Aconteceram duas lutas pelo torneio, com uma terceira sendo reserva. Os vencedores das lutas da semifinal, avançariam a final no evento principal. O evento também contou com lutas não-válidas pelo torneio.

## Resultados
^ a: Final do Torneio de Leves.

^ b: Luta Reserva do Torneio de Leves.

^ c: Semifinal do Torneio de Leves.

## Chave do Torneio de Leves do Glory de 2013
|  | Semifinal           | Semifinal           | Semifinal   |             |                     | Final               | Final | Final |  |
|  |                     |                     |             |             |                     |                     |       |       |  |
|  | Robin van Roosmalen | Robin van Roosmalen | DEC         |             |                     |                     |       |       |  |
|  | Robin van Roosmalen | Robin van Roosmalen | DEC         |             |                     |                     |       |       |  |
|  | Davit Kiria         | Davit Kiria         | 3-0         |             |                     |                     |       |       |  |
|  | Davit Kiria         | Davit Kiria         | 3-0         |             | Robin van Roosmalen | Robin van Roosmalen | R2.   |       |  |
|  |                     |                     |             |             | Robin van Roosmalen | Robin van Roosmalen | R2.   |       |  |
|  |                     |                     | Andy Ristie | Andy Ristie | KO                  |                     |       |       |  |
|  | Giorgio Petrosyan   | Giorgio Petrosyan   | Andy Ristie | Andy Ristie | KO                  | R3.                 |       |       |  |
|  | Giorgio Petrosyan   | Giorgio Petrosyan   |             |             |                     |                     |       |       |  |
|  | Andy Ristie         | Andy Ristie         | KO          |             |                     |                     |       |       |  |